# Maria Poulsen
Maria Poulsen (* 29. Oktober 1984 in Hvidovre Kommune) ist eine dänische Curlerin.

## Karriere
Poulsen begann ihre internationale Karriere bei der Junioren-B-Weltmeisterschaft 2001 als Lead im Team von Madeleine Dupont. Sie qualifizierte sich für die Juniorenweltmeisterschaft 2001 und wurde dort Neunter. Ihr größter Erfolg im Juniorenbereich war der Gewinn der Bronzemedaille bei der Weltmeisterschaft 2006.
Bei den Erwachsenen spielte sie erstmals bei der Weltmeisterschaft 2003 als Ersatzspielerin. Ihre beste Platzierung erreichte sie bei der Weltmeisterschaft 2011 mit einem vierten Platz als Lead im von Lene Nielsen geführten Team. Bei den Europameisterschaften gewann sie 2005 und 2007 die Bronzemedaille.
Poulsen war Teil des dänischen Curling-Olympiateams bei den Olympischen Winterspielen 2006 in Turin. Sie spielte auf der Position des Alternate neben ihren Teamkolleginnen Skip Dorthe Holm, Third Denise Dupont, Second Lene Nielsen und Lead Malene Krause. Das Team belegte gemeinsam mit dem US-amerikanischen Team den achten Platz. 
Ihre zweite Olympiateilnahme folgte 2014 als Lead des dänischen Teams. Zusammen mit Skip Lene Nielsen, Third Helle Simonsen, Second Jeanne Ellegaard und Alternate Mette de Neergaard kam sie nach vier Siegen und fünf Niederlagen auf den sechsten Platz.